# アルゼンチン・タンゴ

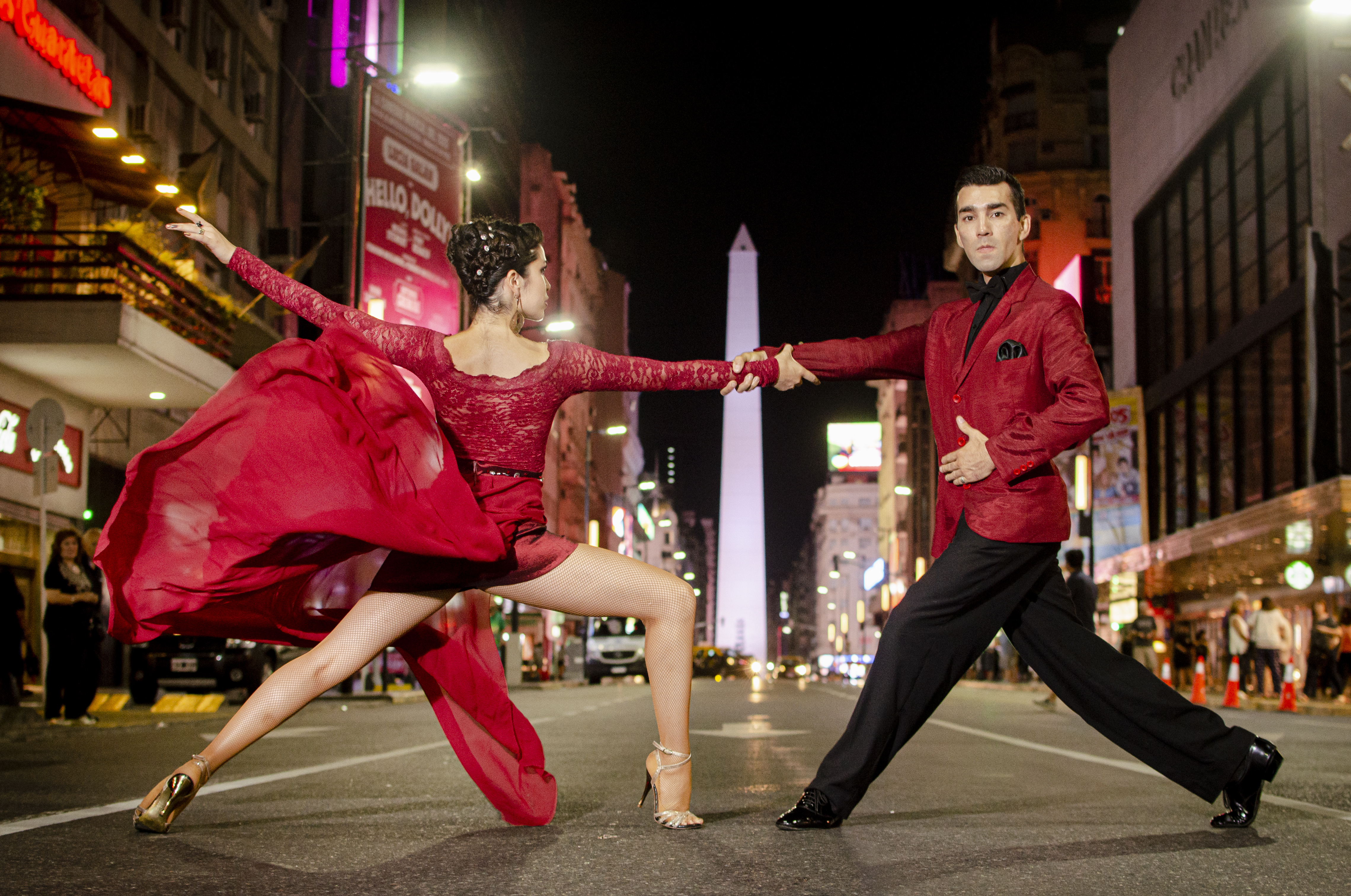
ブエノスアイレス市内のタンゴ

アルゼンチン・タンゴは、ラプラタ川流域近辺で演奏されるタンゴの一伝統様式を指す言葉である。

## 成立
もともとタンゴは四分音符と八分音符で構成されるリズム・パターンの一つであった。起源は1880年ごろと言われているが確実な証拠はない。これにヴァルスやミロンガ、カンドンベ、フォックストロットなどのパターンも取り込み、ピアノ・バンドネオン・ヴァイオリン・コントラバスの編成で楽団が組織されるようになって、タンゴはパターンからジャンルへ進化したと考えられている。

## 歴史

### 1900年代以降
タンゴの編成に固定されたものは全くなく、フルート、ヴァイオリン、ギタロン、バンドネオンという編成をとっていたのもファン・マグリオだが、当時の録音技術は劣悪でフルートは蚊が飛んでいるほどの音でしか取れなかった。このためフルートは早い段階で除去され、ギタロンではなくピアノに取って代わられた。またタンゴの速度も一定ではなく、ロベルト・フィルポ楽団は妙に速い吹き込みを行っている。このころの楽団は消滅したものも多く、ほとんどデータの残っていないオルケスタ・ティピカ・テレ-フォンのようなケースも多い。吹奏楽のタンゴというtubatangoといったものさえあった。Antología del tango rioplatense. Vol. 1では1907年から1920年までにはピアノロール、バレルオルガン、ヴァイオリンとマンドリンとギター、など様々な編成が試行されていた。Alonso-Minottoも採用しているテンポはかなり速いが、Duardo Arolasは倍近く遅くなるなど楽団によってテンポの増減が相当大きい。この時期はモダンタンゴで定番となった32分音符のバリアシオンはまだ表れていない。

### 1920年代以降
この時期、オデオン社は「五大楽団」を構えていた。フィルポ、カナロ、カロー、ロムート、フレセドの各楽団は次々とSP盤に吹き込んでは片っ端から音源化を行っていった。その一方でビクター社はオデオン社では抱えることの難しい若手を次々とスカウトした。その典型例がオルケスタ・ティピカ・ヴィクトルだが、若手ばかりをかこっていたのではなく、フリオ・ポジェーロ楽団やファン・ギド楽団、マフィア=ラウレンス・バンドネオンデュオなど、古典タンゴの名手もビクター79000番台に録音を行い続けている。この時期のタンゴの録音の海賊版は2010年代になってもリリースが相次いでおり、いまだに聴取者の層が薄くならない。クラシックピアノをフェルッチョ・ブゾーニに師事しながら廃業し、タンゴに転身したアドルフォ・カラベリの耳が、いい加減な録音を逃さず光っていたという説もある。32分音符のバリアシオンでタンゴの終止に向かう様式が確立されたのは1920年代末期と推定されている。
1930年代に入ると、和声や対位法やテクスチュアといった点に1920年代の伝統を打破する兆しが見え隠れするようになる。1920年までに活躍した楽団の差異を聞き取ることはかなり難しいが、20年代末期から30年代に入ると録音技術を利用したエフェクトが次々と入ってくるようになり、どの楽団が演奏しているのかが明瞭になってくる。この変化が明瞭に表れているのがファン・ギド楽団である。テンポの遅さを維持していた1920年代に低迷していたのが、のちの巨匠ファン・ダリエンソである。カルロス・ガルデルがウルグアイに産み落とされた私生児であったことから、ウルグアイとアルゼンチンの文化対立はすでにこの時から始まっており、「ウルグアイ・タンゴ」と「アルゼンチン・タンゴ」を区別するべきという強硬派まで生まれている。
1920-30年代はSP蓄音機と音盤を入手できる一部の富裕層が「日本第一次タンゴブーム」を支えていたが、第2次世界大戦の勃発とともに「フランシスコ・ロムートのヌンカ・マスを死ぬ前に一回だけ聞かせてくれと頼んだ後に赤紙を受けた」人物や、「家が蓄音機もろとも爆撃で破壊された」人物とともにそのブームは終わった。

### 1940年代以降
アルフレド・ゴビ、フリオ・デ・カロ、カルロス・ディ・サルリに代表されるモダン・タンゴの時代が幕を開くことになる。伝統タンゴによって守られていたスピードは急激に上げられ、その限界に挑戦するファン・ダリエンソスタイルが一世を風靡する。この時代を決定づけるものは、録音技術の向上を意識した音楽様式の変化である。音色が立体的に造形されていることをレコードが初めてとらえるようになり、「極端なまでのレガートとスタッカート(Di Sarli)」・「リズムパターンの鋭い交代(De Caro)」・「楽器編成の拡張(Canaro)」・「ジャズのテンションコードの導入(Francini=Pontier)」、「楽器編成または音色の対比(Gobbi)」など、次々と新発明を施してはタンゴのイディオムを広げていった。この時期は競争が最も激しく、どこかの楽団に入っては出るを繰り返すといったメンバーも相当数に上っており、ダリエンソに至ってはダリエンソ以外全員脱退という事件も起こしている。ただし、このような楽団のメンバーの著しい変更こそがモダン・タンゴの起爆剤になったことは否定できず、このころ裏方の編曲に回って腕を磨いたのがオラシオ・サルガンである。タンゴに電子機器を用いることを決断したのがフランシスコ・カナロであり、カナロがハモンドオルガンを操っているジャケットや電子楽器を使ったと思われるテイクも存在する。
1944年にはオルケスタ・ティピカ・ヴィクトルが活動を終了し、古典タンゴの時代は終わったとまで称された。1950年代に入るとかつてのスペイン来訪で知られた国・日本が戦時統制の枷から抜け出し、自前のタンゴ楽団を抱え、タンゴ番組がラジオでかかり続けるという爆発的な流行を迎えた。演奏家の質も向上し、「オルケスタ・ティピカ・東京」・「坂本政一とオルケスタ・ティピカ・ポルテニヤ」は人気を博し、「オルケスタ・ティピカ・ポルテニヤ」は現地民の要求に合わせたアレンジが高い人気を国外でも誇った。彼らはタンゴの衰退期に入った1960年代に入っても活動をつづけ、あまりの出演過多に悩んだ坂本政一は日本へ帰国してタンゴ低迷期には忘れ去られたが、早川真平はそうなることを免れた。
この時期に入るとアコーディオンは完全に除去されバンドネオンにとって代わるようになった。トロイロ＝グレラ四重奏団は単なる偶然からできたバンドネオンソロ、ギタロン、ギター、コントラバスという編成だが、ギターのタンゴ演奏の復活に大きく寄与した。もともとタンゴの終止にルールのようなものはなかったが、ダリエンソは音を丸々カット、プグリエーセは終止の前拍の強調、デ・カロはACCELを加えたそっけない打ち方、など各楽団ごとに個性がみられるようになる。ディ・サルリが1960年に死去したことで、タンゴの黄金期は終わりを迎えた。1950年代の「日本第二次タンゴブーム」もNHKのラジオ番組の打ち切りとともに終わった。

### 1960年代以降
エルヴィス・プレスリーやビートルズをポルテニアっ子が聞き出すようになると、タンゴの人気は激減する。この時期をタンゴ低迷期と呼ぶが、トロイロやプグリエーセ、ポンティエルの各楽団は録音点数をそれなりに残している。しかし、これらを「過度期のタンゴ」と呼んで敬遠するファンも多い。この時期に最も名をあげたのがアストル・ピアソラであり、1970年代から1980年代に入っても人気が衰えなかった一方で、反ピアソラ派の攻撃の対象にもなっていた。タンゴアルバムのパーソナリティ岡田寛によると、日本ではほとんどが反ピアソラ派でほとんどの識者が固まっていたにもかかわらず、現地の人間は「これからはもうアストル・ピアソラだよ」と平然と答えていたことに衝撃を受けたらしい。SP時代のタンゴをLPに復刻してよい音で聞きたいという願望が強まったのもこの時期で、ファン・ダリエンソ楽団は新録に加えて旧録を売れるほどの需要があった。
この時期はフランシスコ・カナロのただ一度だけの来日公演が知られているほか、オスヴァルド・プグリエーセ楽団も初来日を果たしている。LP時代のアニバル・トロイロはSP時代のトロイロとは打って変わって歌手やピアノに名人芸を施すようになり、録音技術の精度の高さとともに過度期タンゴの折衷的な特徴を見事に表している。かつては人気のあったアルフレド・デ・アンジェリス楽団はこの時代の変化についていけず、録音点数が激減している。オラシオ・サルガンのピアノ・ヴァイオリン・コントラバス・バンドネオン・エレキギターの五重奏に改組した「キンテート・レアル」の日本公演やそれに伴うスタジオ録音は、過度期タンゴではあるが前衛的な視点を失わなかった稀有な例として知られる。メンバー間の音の混濁を嫌ったサルガンならではの生存策であった。この時期の最後に、近代和声とリズムの探求を極限まで突き詰めた前衛タンゴの雄エドゥアルド・ロビーラが55歳で亡くなった。
日本国内においては、1970年から民音が「民音タンゴ・シリーズ」をスタートし、毎年タンゴのアーティストを招聘する興業が行われるようになった。同シリーズは2019年にシリーズ50回にも及び、ロングランの公演となっている。

### 1980年代以降
ヨーロッパ・タンゴではなく、アルゼンチン・タンゴの世界へ他国から転身してまでタンゴを求める人種が北米やロシア、ヨーロッパにまで及ぶようになり、その内北米に至っては「アメリカン・タンゴ」、フィンランドに至っては「フィニッシュ・タンゴ」と呼んで差支えのない編成が次々と出現した。これらはアルゼンチンになかったトロンボーンを入れた編成、古典的なピアノトリオ、などアルゼンチン人のパレットになかった編成でアルゼンチン・タンゴの本質に迫る試みを打ち出しており、近年注目されている。1992年にピアソラが没するとどこのCDショップでもピアソラがかかりギドン・クレーメルのアルバムが世界的な大ヒットになるなど、一時的にはピアソラブームを生み出した。また、イヴァ・ミカショフは世界の作曲家へタンゴを委嘱するプロジェクトを実現、タンゴ復興がアルゼンチン人の目論見とは明後日の方向で実現する珍現象が見られた。アルゼンチンもタンゴの電子化には逆らえず、現場で演奏されるタンゴも何らかの形で電子機器を使っていることはもう珍しくなくなった。
日本もタンゴ音楽家の2世が出現するようになるなど、音楽家の質の向上には問題がないものの、日本タンゴアカデミーなどアルゼンチン・タンゴを取り囲む環境は少子高齢化による音源や資料他のアーカイブの散逸が危惧されるようになった。また、SP盤の著作権問題も深刻になっており、当の発売会社が版権に無頓着な理由で海賊版が出回る事態は改善されていない。タンゴは亡くなった音楽家・早世してしまった人物も多く、最も海賊版問題が解決していないジャンルの一つである。これはクラシックや現代音楽の世界が常にメジャーレーベルが監視している環境と比べ対照的である。その代わり、熱心なファンやコレクターの手でディスコグラフィーや音盤リストが整備されるなど、熱狂的な信者が絶えることがないという点において、即廃盤になったのち誰も復刻できない現代音楽の世界とは逆の状況である。
1990年代は小松亮太やロベルト杉浦などの高レヴェルの日本人演奏家の時代が再び帰ってきたことも含めて、ヨーロッパタンゴではなく「アルゼンチン・タンゴ」にようやく風がまた吹き出した印象があったものの、J-POPの氾濫には勝てず在京FMのオンエアには厳しい時代であった。この逆境は2000年代に入るとコミュニティFMへのスポンサーの支援で、若干の好転が見られる。

### 2000年代以降
2016年にルイス・スタソ、マリアーノ・モーレス、フアン・カルロス・カビエージョとオラシオ・サルガンが亡くなり、タンゴ黄金期を率いた人物はすべてこの世を去った。にもかかわらず、商業的に成功するのかしないのかといった問題を除けば、タンゴは決して衰えてはおらず、黎明期にまで典拠を求めた楽団までが数百もひしめいており、その混迷はとくにヨーロッパで顕著である。日本ではダリエンソ・スタイル、プグリエーセ・スタイルなどかつて昭和の時代に来日を果たしたスタイルの後継者が好まれるようだが、世界的にはそうとは言えない。2010年代は国際的にファンの交流が進んでいるなど、横のネットワークの整備も進んでいる。
Club Tango Argentino、La Asociación De La Musica Porteña、Disco Latinaなどによる有志の善意による復刻で多くのアルゼンチン・タンゴのCDが販売されたのが、この2000年代である。すでにアルゼンチン・タンゴを良い音で復刻する作業は1980年代からあったが、CD一枚の値段が暴落した「ゼロ年代」に入ってその復刻作業はペースを上げた。現在はゴビ、プグリエーセ、トロイロ、ラウレンスほかの全集がbuenos aires tango clubから通販で入手可能であるほか、AmazonミュージックやSpotifyでもかなりのCDが収録されている。2010年代にはかはんのこまちタンゴ(エフエム椿台)やブエノスディアス、タンゴでおはよう(CTY-FM)、レコードエイジの贈り物・SPアワー(FMいるか)などのタンゴ専門・紹介番組がたとえコミュニティFMという狭い枠であっても、インターネット通信によって改めて注目されているほか、ラジオ関西のオールディーズセレクションにもアルゼンチン・タンゴがピックアップされた。また、昭和30年代から聞き込んだ聴取者の根強い支持による各種Webサイト、西村秀人によるNHK公開講座ほかが話題となっている。La Asociación De La Musica Porteñaの設立人はすでに亡くなっており、Club Tango Argentinoの設立人も病気療養のためディスク制作は中断されている。
「2010年代の日本第3次タンゴブーム」を提唱するものも増えており、それを裏付けるように2011年5月3日にはNHK-FMで「今日は一日タンゴ三昧」、2017年11月17日にはNHKラジオ深夜便で「ロマンチックコンサート ポピュラー名曲アルバム：タンゴ名曲集」、2019年1月26日にもNHKラジオ深夜便で「ロマンチックコンサート リラックス・サウンズ～アルフレッド・ハウゼ作品集」が放送された。ジャック・パウエル指揮アルフレッド・ハウゼによるミリタリー・タンゴの演奏で開始される「キユーピー・メロディーホリデー」の中でもブルー・タンゴが選曲、また『ヤミと帽子と本の旅人』、『シムーン』、『冴えない彼女の育てかた』のBGMにおいてもタンゴ調の楽曲が要求されるなど、かつてのオールドファンの思惑通りではないにせよ受容が静かに広がっている。『背すじをピン!と〜鹿高競技ダンス部へようこそ〜』の連載期間が第3次日本タンゴブームの隆盛、およびDJ BalaszのDanceable Tangos of the Yearと一致するのは、象徴的な出来事であった。2019年8月29日のラジオ深夜便においてもロマンチックコンサート「ポピュラー名曲アルバム～日本人演奏家・歌手タンゴ作品集」が特集された。
日本では自作のタンゴを披露する伝統も細々と生き残っており、稀にCD収録がなされる場合もある。華やかなオルケスタ・ティピカを結成できる金銭的余裕はなくなってしまったが、タンゴはコントラバス・ピアノ・バンドネオンの3人が揃えば古典曲は演奏できるため、この種の小編成も確実に根付いてきている。
アルゼンチン・タンゴ専門ラジオ番組タンゴアルバムが2017年10月29日に終了し、AM局のタンゴ専門番組は日本ではすべて終了した。

### 2020年代以降
かはんのこまちタンゴとSPアワーが終了したため、唯一存続してるタンゴ番組はブエノスディアス、タンゴでおはようのみとなった。